# Blood, Sweat & 3 Years
Blood, Sweat & 3 Years é o quarto álbum de estúdio do grupo americano de electronic dance music Cash Cash, lançado em 24 de junho de 2016 pela Big Beat Records e Atlantic Records. É seu primeiro álbum completo desde que assinaram com a Big Beat, seguindo o lançamento dos EP's Overtime e Lightning. Blood, Sweat & 3 Years inclui colaborações com os cantores Anjulie, Bebe Rexha, Chrish, Christina Perri, Dev, Jacquie Lee, Jenna Andrews, John Rzeznik do  Goo Goo Dolls, Julia Michaels, Michael Fitzpatrick do Fitz and The Tantrums, Neon Hitch, e Sofia Reyes; rappers como B.o.B, Busta Rhymes, Nelly, e Trinidad James; com o DJ Digital Farm Animals; e os grupos Little Daylight e Night Terrors of 1927.

## Recepção crítica
| Críticas profissionais | Críticas profissionais |
| Avaliações da crítica  | Avaliações da crítica  |
| Fonte                  | Avaliação              |
| ---------------------- | ---------------------- |
| Allmusic               | [ 3 ]                  |

## Singles
"Take Me Home", com participação nos voicais da cantora Bebe Rexha, foi lançada em 15 de julho de 2013, originalmente do EP da banda, Overtime. Mais tarde, foi incluído no Blood, Sweat & 3 Years como seu primeiro single. Ele alcançou o número 57 na Billboard Hot 100, tornando-se o primeiro (e, até à data, apenas) single a entrar numa parada nos Estados Unidos. Ele também alcançou a posição de número 6 na Dance/Electronic Songs. Ele também atingiu o pico no top dez na Austrália e no Reino Unido. O videoclipe foi lançado 18 de dezembro de 2013. "Lightning", com vocais de John Rzeznik do Goo Goo Dolls, foi lançado em 24 de março de 2014. Ele foi originado do EP da banda de 2014 Lightning, mais tarde foi incluído como o segundo single de Blood, Sweat & 3 Years. Ao contrário de "Take Me Home", "Lightning" não entrou na parada. O vídeo lírico estreou em 11 de agosto de 2014. "Surrender", com participação não creditada nos vocais da canta-autora Julia Michaels, foi lançada em 16 de setembro de 2014 como terceiro single do álbum. Embora que não tenha entrado no Hot 100, ele alcançou o número 16 na parada Dance/Electronic Songs. O videoclipe estreou em 15 de janeiro de 2015. "Devil", com participação nos vocais dos rappers Busta Rhymes e B.o.B e do cantor Neon Hitch, foi lançado em 7 de agosto de 2015 como quarto single do álbum. Ele alcançou o número 28 na parada Dance/Electronic Songs, e número 110 no Reino Unido. "Escarole" foi lançado em 11 de dezembor de 2015 como quinto single do álbum. "Aftershock", com participação nos vocais da cantora Jacquie Lee, foi lançado em 29 de janeiro de 2016 como sexto single do álbum. O videoclipe foi lançado em 16 de março de 2016. "How to Love",  com participação nos vocais da cantora mexicana Sofia Reyes, foi lançada em 29 de abril de 2016 como sétimo single do álbum. Ele debutou no número 21 na Dance/Electronic Songs. O videoclipe foi lançado no mesmo dia. "Millionaire", com colaboração do DJ britânico Digital Farm Animals, com participação nos vocais do rapper Nelly, foi lançado em 3 de junho de 2016 como oitavo single do álbum. Ele debutou no número 22 na parada Dance/Electronic Songs. "Broken Drum", com participação nos vocais de Michael Fitzpatrick de Fitz and The Tantrums, foi lançado em 17 de junho de 2016 com o nono single do álbum, acompanhado pelo videoclipe da música.

## Alinhamento de faixas
Todas as faixas foram produzidas por Cash Cash, exceto "Millionaire" produzida por Cash Cash e Digital Farm Animals.
| N.º | Título                                                             | Compositor(es) | Duração |  |
| 1.  | "How to Love" (com participação de Sofia Reyes)                    | Samuel Frisch, Alex Makhlouf, Jean Paul Makhlouf, Jennifer Decilveo, Ilsey Juber                                                   | 3:38    |  |
| 2.  | "Broken Drum" (com participação de Fitz do Fitz and The Tantrums)  | Frisch, A. Makhlouf, J. Makhlouf, Michael Fitzpatrick                                                                              | 3:18    |  |
| 3.  | "Millionaire" (com Digital Farm Animals com participação de Nelly) | Frisch, A. Makhlouf, J. Makhlouf, Eldra DeBarge, Jason Epperson, Nicholas Gale, Cornell Haynes, Jr., Etterlene Jordan, Lavell Webb | 3:06    |  |
| 4.  | "Hero" (com participação de Christina Perri)                       | | 3:18    |  |
| 5.  | "Devil" (com participação de Busta Rhymes, B.o.B e Neon Hitch)     | Frisch, A. Makhlouf, J. Makhlouf, Neon Hitch, Bobby Ray Simmons, Jr., Trevor Smith                                                 | 3:29    |  |
| 6.  | "Aftershock" (com participação de Jacquie Lee)                     | Frisch, A. Makhlouf, J. Makhlouf, Erin Beck                                                                                        | 3:25    |  |
| 7.  | "The Gun" (com participação de Trinidad James, Dev e Chrish)       | | 3:22    |  |
| 8.  | "Turn" (com participação de Little Daylight)                       | Frisch, A. Makhlouf, J. Makhlouf, Nikki Taylor, Eric Zeiler, Matt Lewkowicz                                                        | 3:39    |  |
| 9.  | "Escarole"                                                         | Frisch, A. Makhlouf, J. Makhlouf                                                                                                   | 4:01    |  |
| 10. | "Lightning" (com participação de John Rzeznik do Goo Goo Dolls)    | Frisch, A. Makhlouf, J. Makhlouf, John Rzeznik                                                                                     | 3:34    |  |
| 11. | "Arrows in the Dark" (com participação de Anjulie)                 | | 3:38    |  |
| 12. | "We Will Live" (com participação de Night Terrors of 1927)         | | 3:50    |  |
| 13. | "Bada Boom"                                                        | Frisch, A. Makhlouf, J. Makhlouf                                                                                                   | 4:02    |  |
| 14. | "Take Me Home" (com participação de Bebe Rexha)                    | Frisch, A. Makhlouf, J. Makhlouf, Sterling Fox, Bebe Rexha                                                                         | 3:25    |  |
| 15. | "Sweat" (com participação de Jenna Andrews)                        | | 3:33    |  |
| 16. | "Surrender"                                                        | Frisch, A. Makhlouf, J. Makhlouf, Tal Meltzer, Julia Michaels, Jonas Patterson, Lindy Robbins, Linus Wiklund                       | 3:28    |  |

Notas
- "Surrender" contém participação não creditada nos vocais de Julia Michaels.

## Paradas musical
| Parada (2016)                            | Melhor posição |
| ---------------------------------------- | -------------- |
| Estados Unidos (Billboard 200)           | 125            |
| Estados Unidos (Dance/Electronic Albums) | 3              |

## Histórico de lançamento
| País  | Data             | Formato             | Gravadora         |
| ----- | ---------------- | ------------------- | ----------------- |
| Mundo | 24 de junho 2016 | CD download digital | Big Beat Atlantic |